# 바나바스 폰 게치

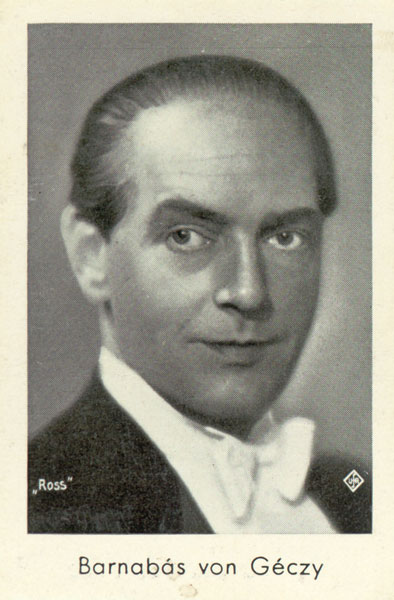

바나바스 폰 게치(Barnabás von Géczy, 1897년 3월 4일 ~ 1971년 7월 2일)는 헝가리의 바이올린 연주자, 작곡가, 밴드리더이다.

## 생애
폰 게치는 오스트리아-헝가리의 부다페스트에서 태어났다. 부다페스트 음악원에서 바이올린을 배웠으며, 후에 오페라 악단의 지휘를 맡기도 하였다. 1930년에 독일의 경음악을 다루어 뛰어난 음빛깔의 바이올린 주자로서 인기를 획득, 1937년의 연주 <푸른 하늘>로 전 세계에 이름을 떨쳐, 게치의 콘티넨탈 탱고냐, 탱고의 게치냐고 할 정도였으나 1942년경이 인기의 절정이었으며, 전후(戰後)에는 소식이 끊긴 채 그의 생사조차 알려져 있지 않다.